# Hans Georg Siebeck
Hans Georg Siebeck (* 4. Oktober 1911 in Tübingen; † 24. Oktober 1990 in Tübingen) war ein deutscher Verleger.

## Leben und Wirken
Nach seiner Reifeprüfung 1932 war Hans Georg Siebeck, Sohn des Tübinger Verlegers Oskar Siebeck, Volontär in verschiedenen Banken, Verlagen und Druckereien im In- und Ausland. 1932 studierte er an der Universität Tübingen und war seit dem Mitglied der Studentenverbindung AV Igel Tübingen. 1935 kehrte er nach Tübingen zurück und trat in den von seinem Vater geleiteten Verlag J. C. B. Mohr (Paul Siebeck) ein, den er 1936 übernahm. Während des Zweiten Weltkriegs leistete er Kriegsdienst und geriet in Kriegsgefangenschaft. Während dieser Zeit leitete seine Frau, Marianne Siebeck, den Verlag. Nach 1945 baute Hans Georg Siebeck den Verlag weiter stark aus und wurde auch auf dem Gebiet der Veröffentlichung von Judaica aktiv. Während seiner Verlegertätigkeit erschienen in Tübingen Werke von Rudolf Bultmann, Helmut Thielicke, Paul Tillich, Hans Georg Gadamer und Karl Popper.
Im Jahre 1970 war er Mitbegründer der „Uni-Taschenbücher“. Über Tübingen hinaus wirkte er als Vorstandsmitglied des Börsenvereins des Deutschen Buchhandels und Verlegerverbands. Im Jahre 1976 übergab er die Geschäftsführung des Verlages seinem Sohn Georg Siebeck (geb. 1946).
1964 verlieh ihm die Juristische Fakultät der Eberhard Karls Universität Tübingen die Ehrendoktorwürde.

## Veröffentlichung
- Hat der wissenschaftliche Verlag noch Daseinsberechtigung? Mohr (Siebeck), Tübingen 1951.